# 슈바벤 전쟁
1499년 슈바벤 전쟁(알레만 독일어 : Schwoobechrieg (방언에 따라 철자), 독일에서는 슈바벤 전쟁(Schwabenkrieg) 또는 스위스 전쟁(Schweizerkrieg)이라고 하고, 오스트리아에서는 엥가딘 전쟁(Engadiner Krieg)이라고 부른다. 이 전쟁은 구스위스 연방과 합스부르크 가문 사이의 마지막 주요 무력 충돌이었다. 처음에는 발뮈스테어와 그리종의 움브라일 고개의 통제를 둘러싼 지역 갈등으로 시작되었지만, 양 당사자가 동맹국에 도움을 요청하자 이내 걷잡을 수 없는 사태로 번졌다. 슈바비아 동맹의 지원을 요구하는 합스부르크가, 그리고 스위스 서약동맹으로 선회하는 그리종의 3개 동맹의 연맹이 부딪쳤다. 적대 행위는 그리종에서 라인강 계곡을 거쳐 콘스탄스 호수까지, 그리고 합스부르크 전오스트리아의 가장 서쪽 부분인 남부 알자스의 준트가우까지 빠르게 퍼졌다.
1499년 1월부터 7월까지 많은 전투가 벌어졌고, 약간의 소규모 전투를 제외하고는 경험 많은 스위스 군대가 슈바벤과 합스부르크 군대를 물리쳤다. 부르고뉴 전쟁에서 승리한 후, 스위스는 군대와 지휘관들이 실전 경험을 쌓았다. 슈바벤 측에서는 기사와 보병 사이의 불신, 군대 지도부의 의견 불일치, 슈바벤이 생각하는 전쟁에서 싸우는 것을 일반적으로 꺼리면서 신성 로마 제국은 치명적인 약점을 드러냈다. 군 최고사령관이 도르나흐 전투에서 전사하고, 스위스가 결정적인 승리를 거두자 황제 막시밀리안 1세는 1499년 9월 22일 바젤에서 조인된 평화 조약에 동의할 수밖에 없었다. 이 조약은 연맹이 제국으로부터 광범위한 독립을 허용받는 내용이었다. 서약동맹은 1648년 베스트팔렌 조약까지 공식적으로는 제국의 일부로 남아 있었지만, 바젤의 평화로 인해 제국의 관할권과 제국의 세금이 면제되어 사실상 별도의 정치적 실체로 인정되었다.

## 배경
갈등의 원인 중 하나는 구스위스 연방과 1438년 이후 신성 로마 제국 황제의 자리에 오른 합스부르크 가문 간의 고대의 불신, 경쟁, 적대감이었다. 13세기 후반부터 스위스 연방의 구성원들은 한때 합스부르크 왕국에 속했던 영토를 점차적으로 장악했다. 스위스는 황제 자신에게만 복종하고 중간 왕자나 군주에게 복종하지 않고 즉시 제국의 지위를 얻었다. 이 지위는 그들에게 신성 로마 제국 내에서 광범위한 자치권을 부여했으며, 황제가 먼 대군주였기 때문에 더욱 그러했다. 1438년 이전에 제국과 황제는 스위스의 합스부르크 공작에게 적대적이었다. 이전의 황제들은 합스부르크를 강력한 라이벌로 여겼던 합스부르크에 맞서 싸우는 동맹을 반복적으로 지원했다. 그들은 여러 차례에 걸쳐 스위스 제국의 즉각성을 확인했다. 그리고 스위스는 이전 영토를 되찾으려 했던 합스부르크 공작에 맞서 특권적 지위를 지키는 데 성공했다.

### 15세기 신성로마제국의 합스부르크 왕가

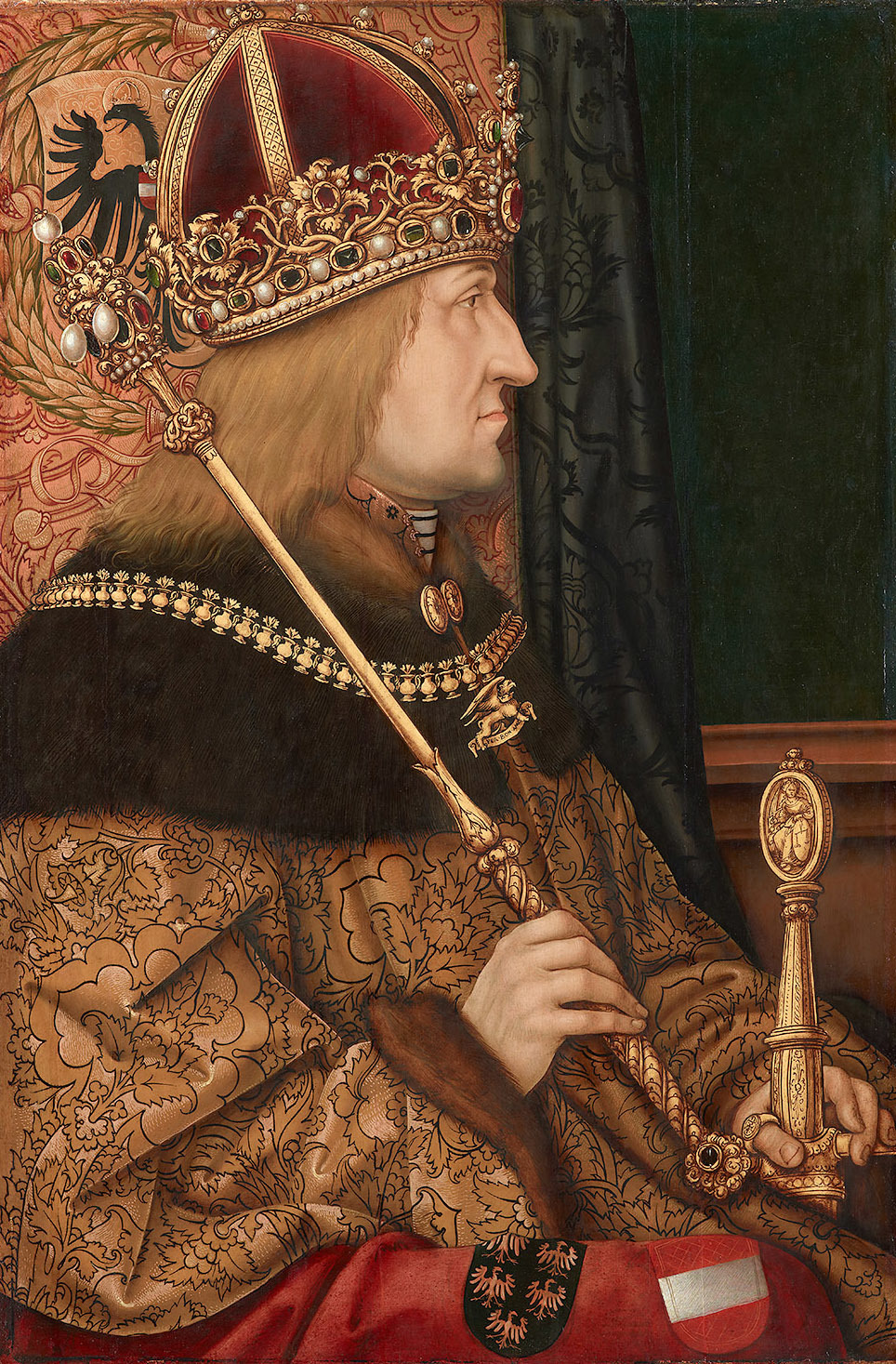
황제 프리드리히 3세

합스부르크의 프리드리히 3세가 왕위에 올랐을 때, 스위스는 갑자기 제국의 지원을 더 이상 기대할 수 없는 새로운 상황에 직면했다. 설상가상으로 합스부르크 공작과의 갈등은 제국 자체와의 갈등이 될 위기에 놓였다. 프리드리히의 통치 하에서 이것은 아직 발생하지 않았다. 프리드리히는 1442년 구취리히 전쟁에서 그가 취리히시를 지원한 동맹에 반대하는 편을 들었고, 또한 동맹 구성원들의 제국직속령을 재확인하는 것을 거부했다. 그러나 프리드리히의 불안한 통치는 스위스에 대한 군사 작전의 여지를 남기지 않았다. 오스트리아에서 프레데릭은 먼저 동생 알베르트와 갈등을 빚다가 마티아스 코르비누스의 압력에 직면했다. 마티아스 코르비누스는 심지어 그를 비엔나에서 몰아내고 프레데릭의 궁정을 떠도는 생활을 하도록 강요했다.
제국에서 프리드리히는 바이에른 비텔스바흐 왕조와 당시 티롤, 포어를베르크, 오스트리아의 공작이었던 그의 사촌 지기스문트의 반대에 직면했다. 지기스문트는 스위스 연방과도 갈등을 겪었다. 그가 티롤의 주교 임명을 둘러싼 갈등에서 교황 비오 2세에 의해 금지되었을 때, 스위스는 투르가우의 이전 합스부르크 영토를 합병했다. 1468년, 지기스문트는 발트슈트 전쟁에서 스위스와 충돌했고, 그는 1469년 부르고뉴의 샤를 1세에게 준트가우와 알자스의 영토를 넘겨줌으로써 많은 몸값을 지불했고, 큰 영토 손실 없이 끝날 수 있었다. 그러나 샤를은 스위스에 대항하여 지기스문트를 돕지 않았고, 그래서 지기스문트는 1474년에 영토를 다시 사들여 연맹과 평화 조약을 맺었다. 황제는 그것을 결코 인정하지 않았다. 다음 부르고뉴 전쟁에서 스위스와 지기스문트는 둘 다 샤를 1세와 싸웠다.
1487년에 지기스문트는 프리드리히의 딸 쿠니군데를 그녀의 아버지 뜻에 반하여 바이에른의 알베르 4세와 결혼시키도록 주선했으며, 그는 또한 티롤과 오스트리아의 일부 영토를 알베르 4세에게 양도했다. 프레데릭은 무력으로 개입하여 1488년 슈바벤 연맹, 슈바벤 도시 연합, 성 게오르게 방패 동맹, 뷔르템베르크 백작, 티롤, 포랄베르크 백작의 동맹을 창설했다. 그들의 도움으로 그는 비텔스바흐 가문이 지기스문트가 서명한 영토를 반환하도록 강요했다.
1490년에 지기스문트는 강제로 퇴위하고 그의 모든 영토를 프리드리히의 아들 막시밀리안 1세에게 넘겼다. 막시밀리안은 부르고뉴 전쟁에서 샤를 1세가 사망한 후 1477년에 부르고뉴의 메리와 결혼하여 부르고뉴 영토인 부르고뉴 공국과 부르고뉴 백국, 네덜란드를 상속했다. 그는 1482년에 막시밀리안에게 대항하여 프랑스의 샤를 8세와 동맹을 맺은 도시와 백작의 반란을 일으켰던 보다 중앙집권적인 정부 스타일로 부르고뉴 행정부를 인수하고 확장했다. 부르고뉴 공국은 또한 프랑스 영지였으며, 즉시 샤를 8세가 주장했다. 이 갈등의 첫 번째 단계는 1489년까지 지속되어 막시밀리안이 저지대의 점령을 유지했다. 그는 적의 손에 넘어가 1488년 브뤼헤에서 4개월 동안 감옥에 갇히기도 했다. 아버지가 작센의 알베르 공작이 이끄는 군대를 보내 그를 구출했을 때만 풀려났다. 막시밀리안은 이후 독일로 돌아가 사촌 알베르를 대표로 남겼다. 알베르는 다음 해에 네덜란드에서 합스부르크 패권을 주장할 수 있었다.
막시밀리안은 1486년 그의 아버지의 제안으로 로마의 왕으로 선출되었으며 그 이후로 그들은 공동 통치를 해왔다. 1493년 프리드리히가 사망하자 막시밀리안도 그의 아버지의 소유물을 이어받아 합스부르크 전역을 그의 손으로 통합했다. 같은 해에 상리스 조약은 부르고뉴 소유에 대한 프랑스와의 전쟁도 끝이 났다. 그는 네덜란드와 부르고뉴 백국의 영토를 유지했지만, 부르고뉴 공국을 프랑스 왕에게 양도해야 했다. 막시밀리안은 이렇게 해서 구스위스 연방을 거의 둘러싸고 있는 영토를 통제했다. 동쪽으로는 티롤과 보라를베르크, 북쪽으로는 구오스트리아, 서쪽으로는 부르고뉴 군이 있었다.

### 슈바비아와 스위스
프리드리히 황제가 슈바벤 동맹에도 가입해 달라는 요청을 받았을 때 서약동맹은 단호하게 거절했다. 그들은 합스부르크의 이익을 증진하기 위해 고안된 동맹에 가입할 이유가 없다고 생각했으며, 그들은 북부 국경에서 일어난 새롭고, 비교적 밀접하고, 강력한 동맹에 대해 경계했다. 더욱이 그들은 지난 200년에 걸쳐 성장한 자신들의 조직과는 너무나 다른 슈바벤 동맹의 강력한 귀족적 요소에 분개했다.
슈바비아 측에서도 비슷한 우려가 있었다. 슈바비아의 일반 사람들에게 서약동맹의 독립성과 자유는 강력하고, 매력적인 롤모델이었다. 남부 슈바비아의 많은 남작은 자신의 신하들이 반란을 일으켜 구스위스 연방을 지지할 것을 두려워했다. 이러한 두려움이 완전히 근거가 없는 것은 아니었다. 스위스는 라인강 북쪽에서 동맹을 맺기 시작하여 1454년 샤프하우젠과 첫 번째 조약을 체결한 후 로트바일 (1463) 및 뮐루즈 (1466)와 같은 멀리 떨어진 도시와도 조약을 체결했다.
콘스탄스시와 그 주교는 이 두 블록 사이의 중간에 끼어 있었다. 그들은 슈바비아의 소유권을 가지고 있었지만, 1460년 합병 이후 스위스가 낮은 재판관을 맡았던 투르가우에 대해 여전히 높은 재판권을 행사했다. 슈바벤 동맹의 설립은 스위스 취리히와 베른의 도시 국가들로 하여금 콘스탄스를 스위스 연방으로 받아들이는 것을 제안하도록 촉발했다. 그러나 남부연합과 열린우리당의 건국주의 반대 때문에 협상은 실패했다. 특히, 투르가우에 대한 분할 관할권은 도시와 남부 동맹 사이에 많은 싸움의 원인이었다. 1495년 우리 병사들의 징벌 원정이 그러한 의견 불일치에 대한 하나의 답을 제시했고, 시는 퇴각하고 약탈을 중단하도록 하기 위해 3,000 길더의 총액을 지불해야 했다. 투르가우는 스위스 연방의 콘도미니엄이었고, 우리는 그 행정에 관여한 주 중 하나였다. 마지막으로, 콘스탄스는 1498년 11월 3일에 슈바벤 동맹에 정회원으로 합류했다. 이것이 아직 위치를 명확하게 정의하지는 않았지만, 도시의 - 종교 개혁 동안 취리히 및 베른과 다시 동맹을 맺었다. 1548년 슈말칼딕 동맹(Schmalkaldic League)은 서약동맹에 대한 긴밀한 연결이 마침내 단절되었을 것이다. 이것은 스위스와 슈바벤 사이에 점점 더 멀어지는 데 기여한 또 다른 요인이었다.
스위스(라이슬로이퍼)와 슈바벤 용병 (란츠크네히테) 사이의 경쟁은 격렬해졌다. 이들은 둘 다 유럽 전역에 걸쳐 군대에서 싸웠고 때로는 전장에서 서로 대립하기도 하고, 때로는 계약을 놓고 경쟁하기도 했다. 현대 연대기는 부르고뉴 전쟁에서 승리한 후 당시 유럽 최고의 군인으로 여겨졌던 스위스인이 란츠크네히테에 의해 많은 조롱과 학대를 받았다는 보고서에 동의한다. 그들은 ‘쿠흐슈바이처’(Kuhschweizer, 바보스위스인)[a]라고 불리며 다른 방식으로 조롱을 받았다. 그런 모욕은 가볍게 여기지도 않았고, 종종 유혈 사태로 이어졌다. 실제로 그러한 사건은 양측의 군사령부가 원하거나, 계획하지 않았던 소규모 교전과 약탈 원정을 촉발함으로써 슈바벤 전쟁 자체를 연장하는 데 기여했을 것이다.

### 1495년 제국 개혁

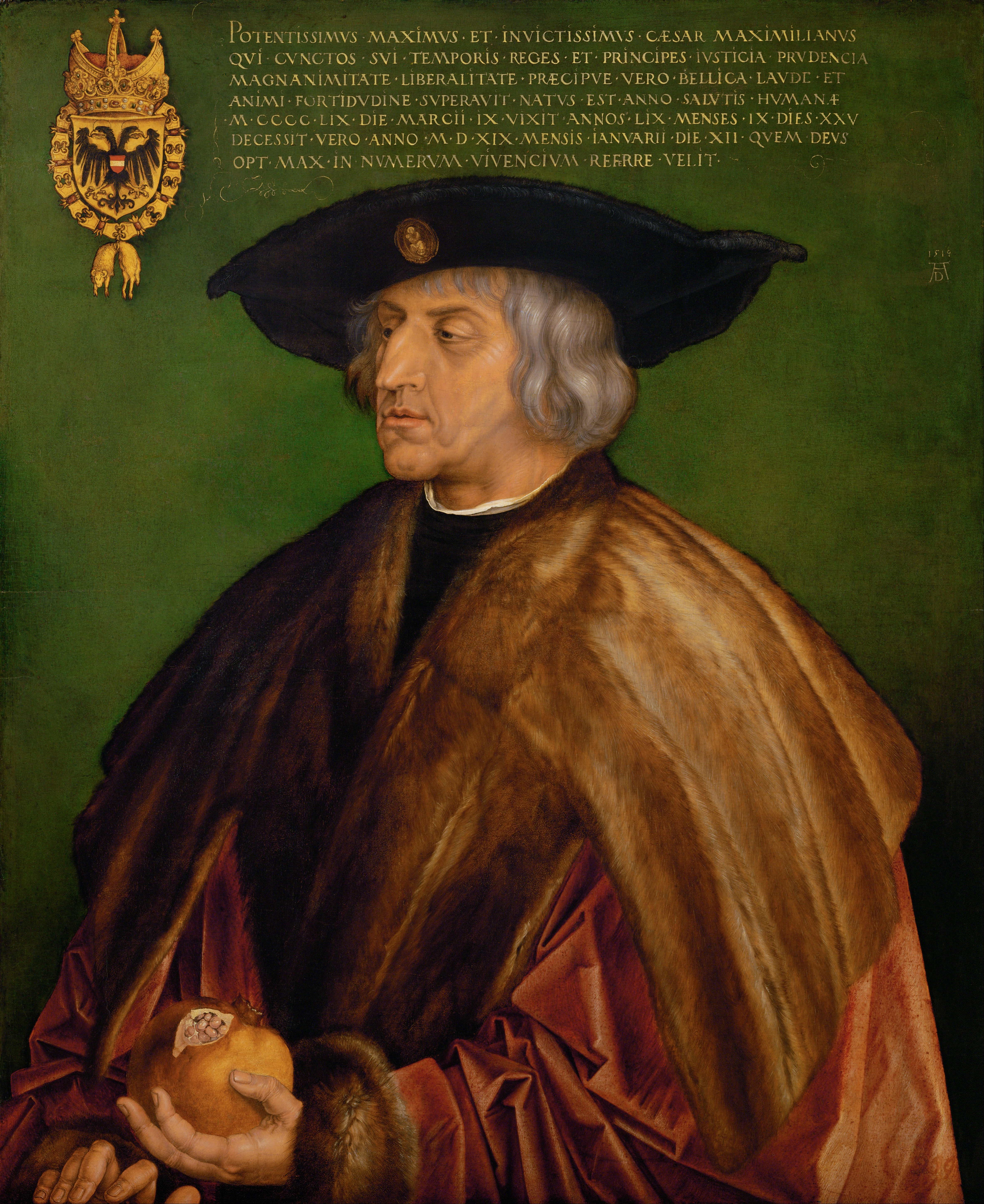
막시밀리안 1세 황제, 1519년 알브레히트 뒤러

막시밀리안 1세는 그 전후의 다른 신성 로마 황제들과 마찬가지로 제국의 다른 강력한 군주들과의 투쟁에 직면해야 했고, 따라서 그는 중앙집권화를 촉진하여 자신의 지위와 제국 군주제를 확보하려고 했다. 1495년 보름스(Worms)에서 열린 제국 의회에서 그는 부분적으로 성공했지만, 왕자들에게 양보해야 했다.
제국 개혁은 만연한 불화와 도적 남작의 무정부 상태를 종식시키기 위해 ‘영원한 공공평화’(Ewiger Landfriede)를 선포하고 새로운 상설 제국 군대를 정의했다. 각 제국 영지 (Reichsstand)가 군대를 보내야 했던 그 평화를 시행하기 위해. 그것은 또한 이 군대에 재정을 지원하기 위해 새로운 인두세인 일반 페니(Reichspfennig)를 의무화했다. 막시밀리안이 양보해야 했던 것 중 하나는 새로운 최고 법원인 독일 제국의 대법원을 설치하여 최고 사법 당국을 황제의 인물과 소재로부터 분리하는 것이었다. 그는 또한 제국연대(Reichsregiment)라고 불리는 군주들로 구성된 정부 평의회 구성에 동의해야 했다. 그것은 결코 중요한 역할을 하지 못했을 것이다. 그것은 1500년에 처음으로 소집되었지만, 2년 후에 막시밀리안에 의해 해산되었다.
스위스는 제국 의회의 이러한 결의안을 받아들이지 않았으며, 보통 1페니 지불을 명시적으로 거부했다. 그들은 합스부르크 휘하의 군대에 군대를 보내거나 세금을 내는 데 관심이 없었고 외국 법원의 관할권을 받아들이지 않았다. 그리고 그들은 자신들의 영토 내에서 그들 스스로 합리적으로 잘 공공의 평화를 확보하는 데 성공했다. 그들은 단순히 그들의 자유를 축소하는 전체 제안을 고려했다. 스위스는 결의안 수락을 거부한 제국의 유일한 구성원은 아니었지만,  막시밀리안은 나중에 그들의 거부를 구실로 스위스 연방을 제국의 금지령(Reichsacht) 하에 두었다.

## 전쟁

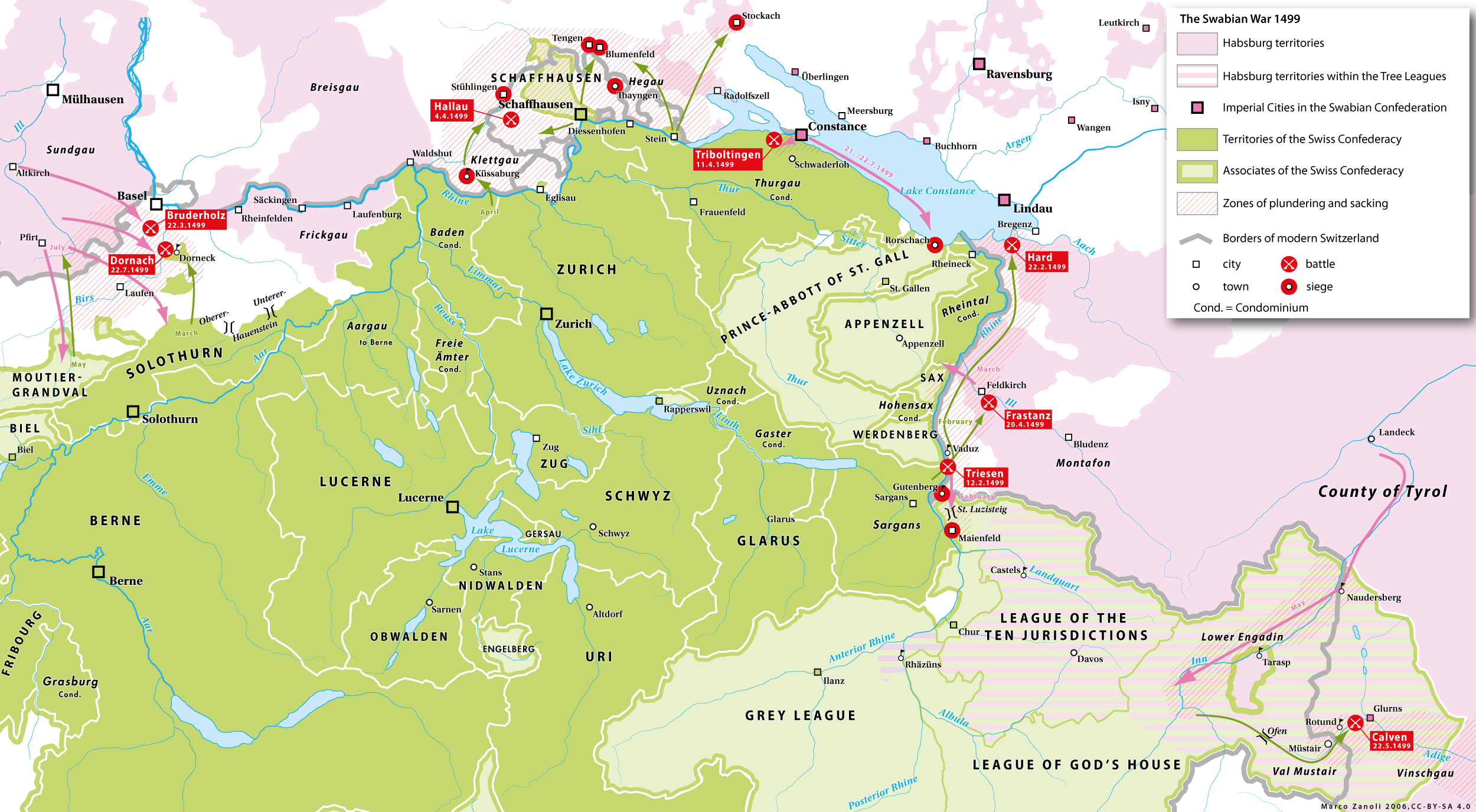
1499년 슈바벤 전역

15세기 동안 서약동맹과 유사한 연합이 발전한 그리종의 영토 분쟁을 둘러싸고 공개 전쟁이 발발했다. 스위스와 마찬가지로 이 3개 동맹은 광범위한 자치권을 획득했지만, 동시에 동쪽의 이웃 영토를 지배하고 계속해서 그리송을 그들의 영향력 아래로 끌어들이려는 합스부르크 왕가와 끊임없는 투쟁에 참여했다. 1470년대와 1480년대에 지기스문트 공작은 젠게리히테분트 (Prättigau에서 ‘10개 관할 구역의 리그’)의 대부분의 코무네에 대한 대법관을 단계적으로 획득하는 데 성공했다. 1436년에야 창설된 그리송에서 생겨난 3개 동맹 중 막내였고, 막시밀리안은 이러한 팽창주의적 전략을 계속했다. 합스부르크의 압력은 삼국동맹으로 하여금 1497-98년에 스위스 연방과 긴밀한 군사 동맹을 맺도록 촉발했다.
동시에, 합스부르크 왕가는 딸이자 상속녀인 메리 막시밀리안이 결혼한 샤를 1세 왕국의 유적을 통제하기 위해 발루아 가문의 프랑스 왕들과 주요 권력 투쟁에 참여했다. 1493년 막시밀리안은 밀라노의 비앙카 마리아 스포르차와 두 번째 결혼을 했고, 합스부르크가는 이탈리아 전쟁에 직접 가담했고, 밀라노 공국의 통제를 놓고 프랑스 왕과 다시 충돌했다.
티롤과 밀라노 사이의 직접적인 연결로서 그리종, 특히 발뮈스테어(Val Müstair)는 합스부르크에게 전략적으로 중요해졌다. 뮈스테어 계곡의 움브라일 고개는 남부 티롤의 빈쉬가우 계곡(Val Venosta)과 북부 이탈리아의 발텔리나를 연결한다. 게다가 합스부르크가와 쿠어의 주교는 이 지역에 대한 사법권을 놓고 한동안 다퉜다. 1499년 1월 20일 합스부르크 군대는 계곡을 점령하고 뮈스테어 계곡에 있던 성 요한 베네딕토회 수녀원을 약탈했지만, 곧 삼국동맹의 군대에 의해 퇴각되었고, 휴전 협정은 이미 2월 2일 빈슈가우 상류에 있는 마을인 글룬스(Glorenza)에서 조인되었다.
그러나 삼동은 이미 스위스에 도움을 요청했고, 우리의 군대는 이미 쿠어에 도착했다. 휴전 사실을 알게 된 그들은 철수했지만, 집으로 돌아가는 길에 합스부르크 군인의 작은 부대를 만났다. 스위스에 대한 일반적인 모욕에 종사하는 사람들이 스위스 라인을 건너 비웃는 사람들을 죽였다. 이에 대한 보복으로 합스부르크 군대는 2월 7일 마이엔펠트 마을을 약탈하고 슈바벤 동맹에 도움을 요청했다. 불과 5일 후, 여러 주에서 온 스위스 군대가 집결하여 마을을 재점령하고, 콘스탄스 호수로 이동하여 길을 따라 약탈하고 약탈했다. 2월 20일, 그들은 다시 합스부르크 군대를 만나 하드 전투에서 패배했다. 라인강 어귀 근처의 콘스탄스 호수 기슭에 있었고 거의 동시에 다른 스위스 군대가 샤프하우젠과 콘스탄스 사이의 헤가우 지역을 침공했다. 스위스는 며칠 후 두 곳 모두에서 후퇴했다.
한편, 슈바벤 동맹은 모집을 마치고 3월 22일 도르나흐를 급습했으나 같은 날 저녁 브루더홀츠 전투에서 수적으로 열등한 스위스군에게 패배했다. 4월 초에 양측은 라인강을 따라 서로의 영토를 급습했다. 스위스는 샤프하우젠 서쪽 클레트가우에 있는 할라우와 노이키르히 마을을 정복했다. 1499년 4월 11일 슈바벤 동맹에 대한 대규모 공격이 발생했다. 슈바벤 군대는 콘스탄스 바로 남쪽에 있는 콘스탄스 호수 남쪽 해안의 일부 마을을 점령하고 약탈했다.

## 같이 보기
- 괴츠 폰 베를리힝겐

## 참고 자료
Winkler, Albert (2020). "The Swiss in the Swabian War of 1499: An Analysis of the Swiss Military at the End of the Fifteenth Century," Swiss American Historical Society Review, vol. 56 (2020), no. 3, pp. 55-141.